# The Pajama Game
The Pajama Game est une comédie musicale basée sur le roman 7½ Cents de Richard Bissell de 1953. Le livret est de George Abbott et Richard Bissell. La musique et les paroles sont de Richard Adler et Jerry Ross (en). L'histoire traite des problèmes de travail dans une usine de pyjamas, où les demandes des travailleurs pour une augmentation de sept cents et demi ne sont pas entendues. Au milieu de cette épreuve, l'amour fleurit entre Babe, chef du comité, et Sid, le nouveau directeur de l'usine.
La production originale de Broadway a débuté le 13 mai 1954 au St. James Theatre et a duré 1 063 représentations, avec un bref arrêt au Shubert Theatre pour les dernières représentations. Elle a été relancée en 1973 et de nouveau en 2006 par The Roundabout Theatre Company. La production originale, produite par Frederick Brisson, Robert E. Griffith et Harold S. Prince, a remporté un Tony Award de la meilleure comédie musicale. La reprise de Broadway en 2006 a remporté un Tony Award de la meilleure reprise d'une comédie musicale. 
La production originale du West End a ouvert ses portes au London Coliseum le 13 octobre 1955, où elle s'est produite pour 588 représentations.

## Synopsis

### Acte I
Une grève est imminente à l'usine de pyjama Sleep-Tite, où les travailleurs fabriquent des pyjamas à un rythme éreintant ("Racing with the Clock"). Au milieu de cela, un nouveau directeur, Sid Sorokin, est venu de l'extérieur de la ville pour travailler dans l'usine ("A New Town Is a Blue Town"). Le syndicat, dirigé par Prez, demande une augmentation de salaire de sept cents et demi par heure. Sid et Babe sont dans des camps opposés, mais ils se plaisent mutuellement. Malgré les cajoleries de ses collègues travailleurs, Babe semble rejeter Sid ("I'm Not At All in Love"). Pendant ce temps, Hines, l'expert en efficacité, est amoureux de Gladys, secrétaire du président de l'entreprise, mais la repousse avec son comportement jaloux. Après avoir assisté à une bagarre entre le couple, la secrétaire de Sid, Mabel, essaie d'aider Hines à rompre ("I'll Never Be Jealous Again"). Pendant ce temps, Sid, rejeté à nouveau par Babe, est contraint de confier ses sentiments à un dictaphone ("Hey There").
Pendant le pique-nique annuel de l'entreprise, Prez poursuit Gladys, qui rejette ses avances ("Her Is"), Hines ivre fait une démonstration de lancer de couteaux (ces couteaux sont lancés sur Babe), et Babe se confie à Sid ("Once a Year Day"). Alors que les participants au pique-nique rentrent chez eux, Prez tourne son attention vers Mae, qui répond de manière positive beaucoup plus rapidement et agressivement qu'il ne l'avait prévu ("Her Is (Reprise)"). Au domicile de Babe, les avances de Sid sont détournées par Babe, qui fait une conversation décontractée sur des sujets tangentiels ("Small Talk"). Finalement, les murs tombent entre les deux, qui admettent leur amour l'un pour l'autre ("There Once Was a Man"), mais leur éloignement est renforcé lorsqu'ils retournent à l'usine. Un ralentissement est organisé par le syndicat, fortement soutenu par Babe ("Racing with the Clock (Reprise)". Sid, en tant que directeur d'usine, exige une «journée de travail honnête» et menace. Babe, cependant, est toujours déterminée à se battre pour leur cause, et donne un coup de pied dans la machine, provoque une panne générale et Sid la licencie à contrecœur. Alors qu'elle part, il recommence à se demander si une romance avec elle est une erreur ("Hey There (Reprise)").

### Acte II
Lors de la réunion de l'Union, Gladys (Mae dans la version de 2006) interprète ("Steam Heat"). Après la réunion principale, le comité des griefs se réunit chez Babe pour discuter d'autres tactiques, telles que le sabotage des pyjamas produits, de sorte qu'ils risquent de se détacher et de laisser leur porteur sans pantalon. Lors de la réunion, alors que la relation entre Prez et Mae s'estompe, Sid arrive et essaie de régler les choses avec Babe. Malgré ses sentiments pour Sid, elle le repousse ("Hey There (Reprise)").
De retour à l'usine, les filles rassurent Hines, personnellement offensée par le ralentissement ("Think of the Time I Save"). Sid, maintenant convaincu que Babe et l'Union mènent un combat justifié, il emmène Gladys en boîte de nuit, "Hernando's Hideaway", où il lui souffle des informations sur l'entreprise. Hines et Babe les découvrent et supposent qu'ils flirtent ensemble. Babe sort de colère et Hines croit que ses imaginations jalouses sont devenues réalité ("I'll Never Be Jealous Again Ballet").
En utilisant la clé donnée par Gladys, Sid accède aux livres de l'entreprise et découvre que le patron, Hasler, a déjà ajouté les sept cents et demi supplémentaires au coût de production, mais a gardé tous les bénéfices supplémentaires pour lui.
Dans le bureau de Gladys, Hines, toujours jaloux, jette des couteaux devant Sid et Gladys (disparus délibérément, affirme-t-il), manquant de peu un M. Hasler de plus en plus paranoïaque. Après avoir détenu Hines, Sid obtient alors le consentement de Hasler à une augmentation de salaire et se précipite pour porter la nouvelle au Rallye Union ("7½ Cents"). Cette nouvelle apporte la paix à l'usine et à sa vie amoureuse, lui permettant de renouer avec Babe ("There Once Was a Man (Reprise)"). Tout le monde sort célébrer au Hernando's Hideaway ("Pajama Game").

## Numéros musicaux
| Act I - The Pajama Game Opening – Hines - Racing With the Clock – Les travailleurs - A New Town Is a Blue Town – Sid - I'm Not At All in Love – Babe et les femmes de l'usine - I'll Never Be Jealous Again – Mabel et Hines - Hey There – Sid - Racing With the Clock (reprise) – Les travailleurs - Sleep-Tite – La troupe - Her Is – Prez et Gladys - Once a Year Day – Sid, Babe et la troupe - Her Is (reprise) – Prez et Mae - Small Talk – Sid et Babe - There Once Was a Man – Sid et Babe - Hey There (reprise) – Sid | Act II - Steam Heat – Gladys (Mae en 2006) et les Box Boys - The World Around Us (ajouté à la production de 2006) – Sid - Hey There (reprise) – Babe - If You Win, You Lose (ajouté à la production de 2006) – Sid et Babe - Think of the Time I Save – Hines et les femmes de l'usine - Hernando's Hideaway – Gladys et la troupe - The Three of Us (Me, Myself and I) (ajouté à la production de 2006) – Hines et Gladys - 7½ Cents – Prez, Babe et les travailleurs - There Once Was a Man (reprise) – Sid et Babe - The Pajama Game Finale – Toute la troupe |

## Productions

### Broadway (1954)
La production originale de Broadway s'est ouverte au St. James Theatre le 13 mai 1954 et a fermé le 24 novembre 1956, après 1 063 représentations. Il était mis en scène par George Abbott et Jerome Robbins avec des chorégraphies de Bob Fosse. La distribution originale comprenait John Raitt, Janis Paige, Eddie Foy Jr., Carol Haney, Ralph Dunn, Stanley Prager et Thelma Pelish.
Cette production est également connue pour avoir débuté la carrière de Shirley MacLaine. Employée comme doublure de Carol Haney, elle la remplaça à partir de la fin mai 1954.

### West End (1955)
The Pajama Game a ouvert ses portes pour la première fois à Londres, au London Coliseum le 13 octobre 1955 et a eu 588 représentations. Edmund Hockridge a joué le rôle de Sid Sorokin et Joy Nichols celui de Babe Williams. Max Wall, a joué Hines, Elizabeth Seal, qui a trouvé plus tard la célébrité jouant le rôle principal dans Irma La Douce, a joué Gladys et Frank Lawless a joué Prez.

### Australie (1957)
La production originale australienne ouvre à Melbourne au Her Majesty's Theatre le 2 février 1957. La production a été interprétée par Toni Lamond dans le rôle de Babe Williams et William Newman dans le rôle de Sid Sorokin. Elle a ensuite tourné à Sydney, Brisbane, Adélaïde et la Nouvelle-Zélande.

### Adaptation au cinéma (1957)
La version cinématographique a été produite par Warner Bros. en 1957 et mettait en vedette le casting original à l'exception de Janis Paige, dont le rôle est joué par Doris Day, et Stanley Prager, dont le rôle est joué par Jack Straw.

### Reprise à Broadway (1973)
Une nouvelle production à Broadway a ouvert le  9 décembre 1973, au Lunt-Fontanne Theatre, mais il a fermé le 3 février 1974, après seulement 65 représentations. Il a été réalisé par George Abbott, l'un des deux metteurs en scène de la production originale de 1954, avec une chorégraphie de Zoya Leporska. Le casting comprenait Hal Linden, Barbara McNair et Cab Calloway.

### Reprise au West End (1999)
Une nouvelle production dans le West End est arrivé au Victoria Palace en octobre 1999. Réalisé par Simon Callow, il a brièvement mis en vedette Ulrika Johnson dans le rôle de Babe. Sid Sorokin a été joué par Graham Bickley. Cette production s'est arrêtée le 18 décembre 1999.

### Reprise à Broadway (2006)
La version faite par la Roundabout Theatre Company, produite avec Jeffrey Richards, James Fuld, Jr. et Scott Landis, a ouvert le 23 février 2006 et a fermé le 17 juin 2006, après 129 représentations (et 41 avant-premières). Kathleen Marshall était chorégraphe et réalisatrice, avec le casting comportait Harry Connick, Jr., faisant ses débuts d'acteur à Broadway en tant que Sid, Kelli O'Hara dans le rôle de Babe, Michael McKean en tant que Hines, Roz Ryan en tant que Mabel et Megan Lawrence en tant que Gladys. Cette production comprenait trois nouvelles chansons ajoutées par Richard Adler. Le livret original de George Abbott et Richard Bissell a été révisé par Peter Ackerman.

### Création en France (2019)
La première production française est réalisée en 2019, coproduite par l'Opéra national de Lyon, le Théâtre de la Croix-Rousse - Lyon, le Théâtre de La Renaissance - Oullins, Lyon-Métropole et Angers-Nantes Opéra, dans une mise en scène co-signée par le metteur en scène Jean Lacornerie et le chorégraphe Raphaël Cottin, sous la direction musicale de Gérard Lecointe,.

## Récompenses et nominations

### Production originale de Broadway
| Année | Cérémonie  | Catégorie                                           | Nomination   | Résultat |
| ----- | ---------- | --------------------------------------------------- | ------------ | -------- |
| 1955  | Tony Award | Best Musical                                        | Best Musical | Lauréat  |
| 1955  | Tony Award | Best Performance by a Featured Actress in a Musical | Carol Haney  | Lauréat  |
| 1955  | Tony Award | Best Choreography                                   | Bob Fosse    | Lauréat  |

### Production Broadway 2006
| Année | Cérémonie                  | Catégorie                                           | Nomination                       | Résultat   |
| ----- | -------------------------- | --------------------------------------------------- | -------------------------------- | ---------- |
| 2006  | Tony Award                 | Best Revival of a Musical                           | Best Revival of a Musical        | Lauréat    |
| 2006  | Tony Award                 | Best Performance by a Leading Actor in a Musical    | Harry Connick, Jr.               | Nomination |
| 2006  | Tony Award                 | Best Performance by a Leading Actress in a Musical  | Kelli O'Hara                     | Nomination |
| 2006  | Tony Award                 | Best Performance by a Featured Actress in a Musical | Megan Lawrence                   | Nomination |
| 2006  | Tony Award                 | Best Direction of a Musical                         | Kathleen Marshall                | Nomination |
| 2006  | Tony Award                 | Best Choreography                                   | Kathleen Marshall                | Lauréat    |
| 2006  | Tony Award                 | Best Orchestrations                                 | Dick Lieb et Danny Troob         | Nomination |
| 2006  | Tony Award                 | Best Scenic Design                                  | Derek McLane                     | Nomination |
| 2006  | Tony Award                 | Best Costume Design                                 | Martin Pakledinaz                | Nomination |
| 2006  | Drama Desk Award           | Outstanding Revival of a Musical                    | Outstanding Revival of a Musical | Nomination |
| 2006  | Drama Desk Award           | Outstanding Actor in a Musical                      | Harry Connick, Jr.               | Nomination |
| 2006  | Drama Desk Award           | Outstanding Actress in a Musical                    | Kelli O'Hara                     | Nomination |
| 2006  | Drama Desk Award           | Outstanding Director of a Musical                   | Kathleen Marshall                | Nomination |
| 2006  | Drama Desk Award           | Outstanding Choreography                            | Kathleen Marshall                | Lauréat    |
| 2006  | Drama Desk Award           | Outstanding Orchestrations                          | Danny Troob et Dick Lieb         | Nomination |
| 2006  | Drama Desk Award           | Outstanding Sound Design                            | Brian Ronan                      | Nomination |
| 2006  | Outer Critics Circle Award | Outstanding Revival of a Musical                    | Outstanding Revival of a Musical | Nomination |
| 2006  | Outer Critics Circle Award | Outstanding Actor in a Musical                      | Harry Connick, Jr.               | Nomination |
| 2006  | Outer Critics Circle Award | Outstanding Actress in a Musical                    | Kelli O'Hara                     | Nomination |
| 2006  | Outer Critics Circle Award | Outstanding Featured Actor in a Musical             | Peter Benson                     | Nomination |
| 2006  | Outer Critics Circle Award | Outstanding Featured Actress in a Musical           | Megan Lawrence                   | Nomination |
| 2006  | Outer Critics Circle Award | Outstanding Direction of a Musical                  | Kathleen Marshall                | Nomination |
| 2006  | Outer Critics Circle Award | Outstanding Choreography                            | Kathleen Marshall                | Lauréat    |
| 2006  | Outer Critics Circle Award | Outstanding Costume Design                          | Martin Pakledinaz                | Nomination |
| 2006  | Theatre World Award        | Theatre World Award                                 | Harry Connick, Jr.               | Lauréat    |